# Владимиров, Семён Владимирович
Семён Владимирович Влади́миров (1895—1956) — советский конструктор стрелкового оружия. Лауреат Сталинской премии первой степени (1949).

## Биография
Родился 22 января (3 февраля) 1895 года в городе Клин (ныне Московская область) в семье железнодорожника.
Закончив механико-техническое училище в Иваново-Вознесенске, работал механиком на ткацко-прядильной фабрике в Ярославле, на заводах в Петрограде, на приисках и рудниках Сибири и Дальнего Востока в качестве слесаря, механика, техника-конструктора.
В 1918 году он переезжает в Хабаровск, где его направляют на национализацию золотых приисков в тайге. В 1919 году Владимиров был мобилизован в партизанский отряд Рогова, оперировавший на Алтае. После соединения партизанского отряда с регулярными частями Красной Армии, освобождавшими Сибирь от белогвардейцев, Владимиров в составе войск М. В. Фрунзе попадает в Бухару. Там он заболел малярией и после выздоровления был переведён в Севастополь, заведовал крепостной прожекторной станцией.
В 1922 году в связи с сокращением РККА Владимиров демобилизуется из армии и переезжает в Тулу. На Тульском оружейном заводе он начинает работать слесарем в лекальной мастерской. Вскоре Владимирова назначают на должность старшего инженера-конструктора Центрального конструкторского бюро № 15 (ЦКБ-15).
Погиб 12 июля 1956 года, получив смертельную травму при разборке подпружиненных частей пулемёта собственной конструкции. Похоронен в Коврове на Старом кладбище.

## Разработки
- Разработал самозарядный пистолет под патрон револьвера системы «Наган», на который получил авторское свидетельство, сконструировал несколько приспособлений для регулирования темпа стрельбы автоматического оружия, на которые получил патент и авторские свидетельства.
- В 1930 году с целью унификации станков для пулемёта «Максим» Владимиров создал новый универсальный колесно-треножный станок, принятый на вооружение РККА под обозначением «станок образца 1931 года»[1].
- Создал новые образцы авиационного стрелково-пушечного вооружения: в 1928 году получил авторское свидетельство на двуствольный пулемёт, а в 1933 — на авиационную автоматическую пушку.
- На основе штатного образца авиационного вооружения ВВС Красной Армии — 7,62-мм пулемёта ШКАС, Владимиров создал 12,7-мм крупнокалиберный авиационный пулемёт ШВАК-12,7 (Шпитальный-Владимиров авиационный крупнокалиберный).
- На основе пулемёта ШВАК по инициативе заместителя народного комиссара обороны и начальника вооружений РККА М. Н. Тухачевского[2] создал скорострельную авиационную автоматическую 20-мм пушку ШВАК. Пушка выпускалась в нескольких модификациях: мотор-пушка, крыльевая, турельная и другие. В июле 1941 года по предложению наркома Комиссариата танковой промышленности Вячеслава Малышева модификация пушки ШВАК была установлена на легкий танк Т-60.
- В 1943 году Владимиров на основе своей автоматической пушки В-20[3] начинает разработку крупнокалиберного пулемёта под патрон калибра 14.5 для противотанкового ружья ПТРД. Созданный в 1944 году новый пулемёт, получивший обозначение КПВ-44 (крупнокалиберный пулемёт Владимирова образца 1944 г.), в танковой модификации КПВТ выпускается и в наши дни[4].

## Награды
- орден Ленина
- орден Отечественной войны I степени
- орден Трудового Красного Знамени
- медали
- Сталинская премия первой степени (1949) — за создание новых образцов оружия

## Память
- В 1982 году в Коврове на доме, в котором с 1934 по 1956 годы жил Владимиров, установлена мемориальная доска.